# Actinothoe anguicoma
Actinothoe anguicoma is een zeeanemonensoort uit de familie Sagartiidae. De anemoon komt uit het geslacht Actinothoe. Actinothoe anguicoma werd in 1847 voor het eerst wetenschappelijk beschreven door Price in Johnston. 